# Németh Lászlóné Michna Éva
Németh Lászlóné Michna Éva (Diósgyőr, 1920. január 1. – Debrecen, 1995. augusztus 2.) művésztanár, festő és grafikus

## Élete
Tanulmányait Nyíregyházán a Református Tanítóképző Intézetben és Egerben, a Tanárképző Főiskolán végezte. Művésztanárai Boros Géza, Nagy Ernő és Blaskó János voltak. Művészpedagógusként nyíregyházi oktatási intézményekben rajzot és művészettörténetet tanított. Tanítványaival (Boros György, Csutkai Csaba, Sipos László) számos díjat nyert itthon és külföldön, Münchentől Moszkváig. Textilfestményeiket Indiában is elismerték. Művésztanárként számos kiállítást rendezett Nyíregyházán, Sóstófürdőn és az alföldi városokban, részt vett a gyulai művésztelep munkájában. Kitüntették művészeti nevelőmunkájáért és megkapta a Pedagógus Szolgálatért Emlékérmet is. 1977-ben vonult nyugdíjba.

## Fontosabb kiállításai
- Nyíregyháza (1970, 1973, stb.)
- Gyula (1972)
- Hódmezővásárhely (1974)
- Debrecen (1975)
- Szabolcs-Szatmár megyei pedagógus festők kiállítása, Fehérgyarmat (1980)